# Дарновець
Дарновець (пол. Darnowiec) — село в Польщі, у гміні Рихталь Кемпінського повіту Великопольського воєводства.
Населення — 155 осіб (2011).
У 1975-1998 роках село належало до Каліського воєводства.

## Демографія
Демографічна структура станом на 31 березня 2011 року:
|          | Загалом | Допрацездатний вік | Працездатний вік | Постпрацездатний вік |
| -------- | ------- | ------------------ | ---------------- | -------------------- |
| Чоловіки | 82      | 19                 | 57               | 6                    |
| Жінки    | 73      | 13                 | 51               | 9                    |
| Разом    | 155     | 32                 | 108              | 15                   |